# Villanueva (kommun i Colombia, Bolívar, lat 10,45, long -75,25)
Villanueva är en kommun i Colombia.   Den ligger i departementet Bolívar, i den norra delen av landet, 700 km norr om huvudstaden Bogotá. Antalet invånare är 17 576. Arean är 225 kvadratkilometer.
Terrängen i Villanueva är platt åt sydväst, men åt nordost är den kuperad.